# Falu stadshotell
Falu stadshotell var ett stadshotell i Falun. Verksamheten pågick 1878 till 1977.

## Historia
Falu stadshotell tillkom 1878 på Åsgatan 37 (Rådhuset 1), det innebar att hotellet hade direkt förbindelse med den nya järnvägsstationen. Stadshotellet invigdes året därpå. Byggnaden ritades av arkitekt Hjalmar Kumlien. En tillbyggnad norrut uppfördes 1914. Den nya tillbyggnaden ritades av arkitekt Klas Boman.

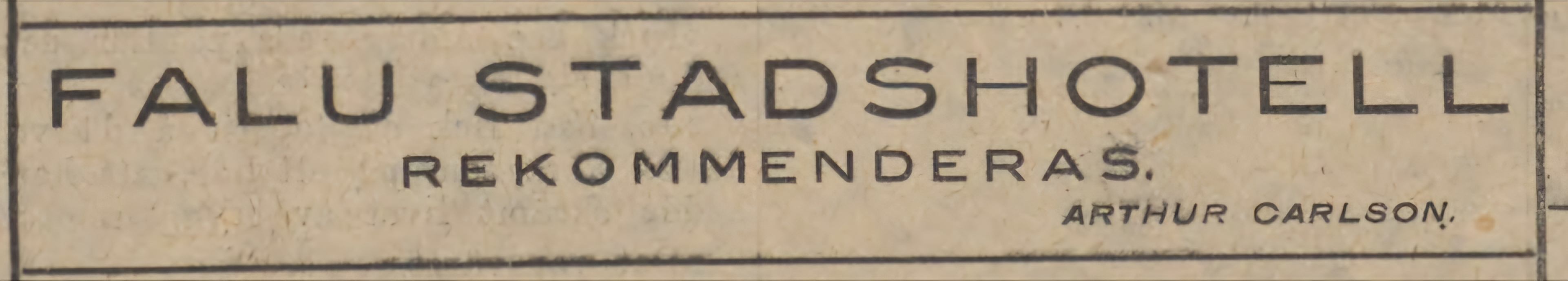
Annons i Aftonbladet 1921.

I slutet av 1960-talet startades ett av Faluns första diskotek, Ophidia, i stadshotellets källare. Detta av makarna Bengt och Gabbi Gustavsson och makarna Lasse och Kattis Lilliemarck.
År 1975 arrenderades lokaler ut till Socialförvaltningen, men hotellverksamhet bedrevs fram till 1977. År 2005 beslutade kommunfullmäktige i Falu kommun att byggnaden skulle byggas om till kårhus för högskolan i Falun till en kostnad om 12 miljoner kronor. Studentkåren flyttade in 2006, men socialförvaltningen blev kvar i en del av byggnaden fram till 2008. I mitten på 2020-talet användes byggnaden fortsatt som kårhus och kontor.